# ريكاردو شاكون
ريكاردو شاكون هو عداء سريع كوبي، ولد في 30 أبريل 1963.

## وصلات خارجية
- ريكاردو شاكون على موقع الاتحاد الدولي لألعاب القوى (الإنجليزية)